# Fußball-Europameisterschaft 1972/Belgien
Dieser Artikel behandelt die belgische Nationalmannschaft bei der Fußball-Europameisterschaft 1972.

## EM-Qualifikation
Nach drei gewonnenen Heimspielen und einem Sieg in Dänemark, erlitt man eine Niederlage in Schottland. Daraufhin ging es im letzten Spiel gegen Portugal um den Gruppensieg, den sich Belgien durch ein Unentschieden sicherte. Im Viertelfinale ging es nun gegen Titelverteidiger Italien um den Einzug in die Endrunde. Dieses gelang den Belgiern nach einem torlosen Unentschieden in Mailand und einem Sieg in Brüssel.

### Vorrunde (Gruppe 5)
Abschlusstabelle 
| Pl. | Land       | Sp. | S | U | N | Tore    | Diff. | Punkte |
| --- | ---------- | --- | - | - | - | ------- | ----- | ------ |
| 1.  | Belgien    | 6   | 4 | 1 | 1 | 011:300 | +8    | 09:30  |
| 2.  | Portugal   | 6   | 3 | 1 | 2 | 010:600 | +4    | 07:50  |
| 3.  | Schottland | 6   | 3 | 0 | 3 | 004:700 | −3    | 06:60  |
| 4.  | Dänemark   | 6   | 1 | 0 | 5 | 002:110 | −9    | 02:10  |

Spielergebnisse
| 25.11.1970 Brügge (Klokke Stadion)      | Belgien    | - | Dänemark   | 2:0 (2:0) | Tore: 1:0 Devrindt (17.), 2:0 Devrindt (37.)                                     |
| 03.02.1971 Lüttich (Stade de Sclessin)  | Belgien    | - | Schottland | 3:0 (1:0) | Tore: 1:0 McKinnon (39., ET), 2:0 Van Himst (57.), 3:0 Van Himst (85., Elfmeter) |
| 17.02.1971 Brüssel (Stade Émile Versé)  | Belgien    | - | Portugal   | 3:0 (1:0) | Tore: 1:0 Lambert (14.), 2:0 Lambert (64., Foulelfmeter), 3:0 De Nul (75.)       |
| 26.05.1971 Kopenhagen (Idrætspark)      | Dänemark   | - | Belgien    | 1:2 (0:0) | Tore: 0:1 Devrindt (65.), 0:1 Devrindt (75.), 1:2 Bjerre (76.)                   |
| 10.11.1971 Aberdeen (Pittodrie Stadium) | Schottland | - | Belgien    | 1:0 (1:0) | Tor: 1:0 O’Hare (6.)                                                             |
| 21.11.1971 Lissabon (Estádio da Luz)    | Portugal   | - | Belgien    | 1:1 (0:0) | Tore: 0:1 Lambert (61.), 1:1 Peres (90., Foulelfmeter)                           |

### Viertelfinale
| 29.04.1972 Mailand (San Siro)          | Italien | - | Belgien | 0:0       |                                                                             |
| 13.05.1972 Brüssel (Stade Émile Versé) | Belgien | - | Italien | 2:1 (1:0) | Tore: 1:0 Van Moer (23.), 2:0 Van Himst (71.), 2:1 Riva (86., Foulelfmeter) |

## EM-Endrunde

### Kader
Belgien verteilte keine festen Nummern an ihre Spieler, sondern nummerierte in beiden Spielen von eins bis sechzehn durch.
Folgende siebzehn Spieler standen im Halbfinale und im Spiel um Platz 3 auf dem Spielberichtsbogen.
| N°         | Spieler           | Verein vor EM-Beginn | Geburtsdatum | EM 1972 Spiele / Tore | EM 1972 Spiele / Tore | Gelbe Karten | Rote Karten |
| Torhüter   | Torhüter          | Torhüter             | Torhüter     | Torhüter              | Torhüter              | Torhüter     | Torhüter    |
| ---------- | ----------------- | -------------------- | ------------ | --------------------- | --------------------- | ------------ | ----------- |
| 01         | Christian Piot    | Standard Lüttich     | 04.10.1947   | 2                     | –                     | -            | -           |
| 12         | Luc Sanders       | FC Brügge            | 06.10.1945   | –                     | –                     | -            | -           |
| Abwehr     |                   |                      |              |                       |                       |              |             |
| 2          | Georges Heylens   | RSC Anderlecht       | 08.08.1941   | 2                     | –                     | -            | -           |
| 3          | Léon Dolmans      | Standard Lüttich     | 06.04.1945   | 2                     | –                     | 1            | -           |
| 4          | Jean Thissen      | Standard Lüttich     | 21.04.1946   | 2                     | –                     | -            | -           |
| 5          | Erwin Vandendaele | FC Brügge            | 05.03.1945   | 2                     | –                     | 1            | -           |
| 13         | Gilbert Van Binst | RSC Anderlecht       | 05.07.1951   | –                     | –                     | -            | -           |
| Mittelfeld |                   |                      |              |                       |                       |              |             |
| 6          | Jean Dockx        | RSC Anderlecht       | 24.05.1941   | 2                     | –                     | -            | -           |
| 7          | Léon Semmeling    | Standard Lüttich     | 04.01.1940   | 2                     | –                     | -            | -           |
| 8 / 14     | Maurice Martens   | Racing White Brüssel | 05.06.1947   | 1                     | –                     | -            | -           |
| 11         | Jan Verheyen      | RSC Anderlecht       | 09.07.1944   | 2                     | –                     | -            | -           |
| 14 / 8     | Odilon Polleunis  | VV St. Truiden       | 01.05.1943   | 2                     | 1                     | -            | -           |
| Angriff    |                   |                      |              |                       |                       |              |             |
| 9          | Raoul Lambert     | FC Brügge            | 22.10.1944   | 2                     | 1                     | -            | -           |
| 10         | Paul Van Himst    | RSC Anderlecht       | 02.10.1943   | 2                     | 1                     | -            | -           |
| 15         | Jacques Teugels   | Racing White Brüssel | 03.08.1946   | –                     | –                     | -            | -           |
| 16         | Johny Thio        | FC Brügge            | 02.09.1944   | –                     | –                     | -            | -           |
| 16         | François Janssens | Lierse SK            | 25.09.1945   | –                     | –                     | -            | -           |
| Trainer    |                   |                      |              |                       |                       |              |             |
|            | Raymond Goethals  |                      | 07.10.1921   |                       |                       |              |             |

1. 1 2  Im Halbfinale spielte Martens mit der Acht und Polleunis mit der Vierzehn. Im kleinen Finale gegen Ungarn trug dann Polleunis die Acht und Martens die Vierzehn.
2. 1 2  Im Halbfinale saß Thio mit der Nummer 16 auf der Bank und im kleinen Finale dann Janssens.

### Belgische Spiele
Gastgeber Belgien bekam es im Halbfinale mit der westdeutschen Mannschaft zu tun, die sich dank zweier Tore von Gerd Müller für das Finale qualifizieren konnte. Durch einen Sieg im kleinen Finale gegen Ungarn beendete Belgien das Turnier auf dem dritten Platz.

#### Halbfinale
|                                                      |   |                |           |
| 14. Juni 1972 in Antwerpen (Stadion Bosuil – Deurne) |   |                |           |
| Belgien                                              | – | BR Deutschland | 1:2 (0:1) |

#### Spiel um Platz 3
|                                              |   |         |           |
| 17. Juni 1972 in Lüttich (Stade de Sclessin) |   |         |           |
| Ungarn                                       | – | Belgien | 1:2 (0:2) |

#### Spielbericht
In den ersten zwanzig Minuten dominierte die Technik der Elf um Flórián Albert. Die technische Überlegenheit des magyarischen Spiels führte aber zu keinem Torerfolg. Mit zunehmender Spieldauer bekam das einheimische Team das Spiel unter Kontrolle und ging durch Tore von Lambert (24.) und van Himst (29.) mit 2:0 in Führung. Auch nach dem Anschlusstreffer durch Lajos Kü in der 53. Minute durch einen verwandelten Foulelfmeter geriet der belgische Erfolg nicht mehr ins Wanken.
BELGIEN:
Piot - Heylens, van den Daele, Thissen, Dolmans - Dockx, Verheyen, Polleunis - Semmeling, Lambert, van Himst
UNGARN:
Geczi - Balint, Fabian, Pancsis, Peter Juhasz - Istvan Juhasz, Kü, Albert - Kozma, Dunai, Zambo (46. Szücs)